# Rika Zaraï
Rika Zaraï (în ebraică ריקה זראי, numele la naștere: Rivka Gozman; n. 19 februarie 1938, Ierusalim, Palestina sub mandat britanic – d. 23 decembrie 2020, Paris, Métropole du Grand Paris, Franța) a fost o cântăreață, compozitoare de muzică ușoară și actriță israelo-franceză În 1969 a suferit un grav accident de circulație, după care s-a făcut cunoscută și ca autoare de cărți de medicină naturopată. Rika Zaraï a fost, între altele, unul din ambasadorii cântecului ebraic în lume.

## Biografie

### Copilărie și adolescență
Rivka Gozman s-a născut în 1938 într-o familie de evrei din Ierusalim. Tatăl ei era originar din Odesa, iar mama din Volojin (Belorusia). S-a distins prin talent muzical din copilărie și apoi ca solistă vocală în cadrul serviciului militar. A învățat pedagogie muzicală la Seminarul pedagogic în cartierul Beit Hakerem, de asemenea a studiat pianul la Academia de muzică Rubin din Ierusalim, unde a fost o studentă eminentă. A cunoscut la Academie pe compozitorul Yohanan Zarai, care era cadru didactic, imigrant din Ungaria, cu zece ani mai în vârstă decât ea, și la 19 ani s-a măritat cu el. A lucrat, mai apoi, ca profesoară de pian în școli din Ierusalim. Perechea a avut o fiică, Yael.   
Zarai i-a recunoscut talentul vocal și la un moment dat cei doi au prezentat împreună emisiunile „Tav lehol mihtav” (O notă pentru fiecare scrisoare), precum și „Tzlil vetzeva” (Sunet și culoare)

### Începutul carierei muzicale. Relația cu Yohanan Zarai
În 1956 Teatrul Ohel din Tel Aviv a acceptat să pună în scenă o revistă muzicală „Pshitá bakfar” (Razie în sat) al carei nume a fost schimbat apoi în „Hamesh Hamesh” (Cinci pe cinci) după o piesă a scriitorului Aharon Megged pe muzică de Yohanan Zarai, destinată inițial ansamblului Comandamentului de centru, pe versuri scrise de Naomi Shemer sub pseudonimul Sh.Carmel. Soțul lui Naomi, Gideon Shemer era regizorul specatacolului. Datorită acestui show, despre care s-a scris în presă, soții Shemer și Zarai au devenit populari și foarte căutați de public
În continuare Rivka, care și-a schimbat numele în Rika Zaraï, a devenit una din stelele scenei muzicale israeliene din anii 1960, în mare parte cu șlagăre scrise de soțul ei, Yohanan Zarai, Unul din cele mai vestite cântece era Gan Hashikmim (Grădina cu tamarisci) pe text de Itzhak Itzhaki, care era fondatorul ansamblului Comandamentului de centru. Alte cântece ebraice din repertoriul ei au fost Kol orloghin kore hatzot (Ceasul sună miezul nopții), Balada shel shlosha hatulim (Balada celor trei pisoi), Shir haafifon (Cântecul zmeului - Kahol, adom, yarok = Albastru, roșu, verde), Shir hakarish (Cântecul rechinului) și Ruhama.
Zarai a apărut în numeroase reviste muzicale si spectacole de teatru, inclusiv la teatrele Habima și Kameri din Tel Aviv. A putut fi văzută seară de seară la Clubul Teatrului din Tel Aviv alături de soliști ca Arik Lavi, Duo Ofarim și Beni Berman, a jucat în rolul cântăreței de cabaret din „Astă seară, improvizație” de Luigi Pirandello

### Cariera internațională. Franța

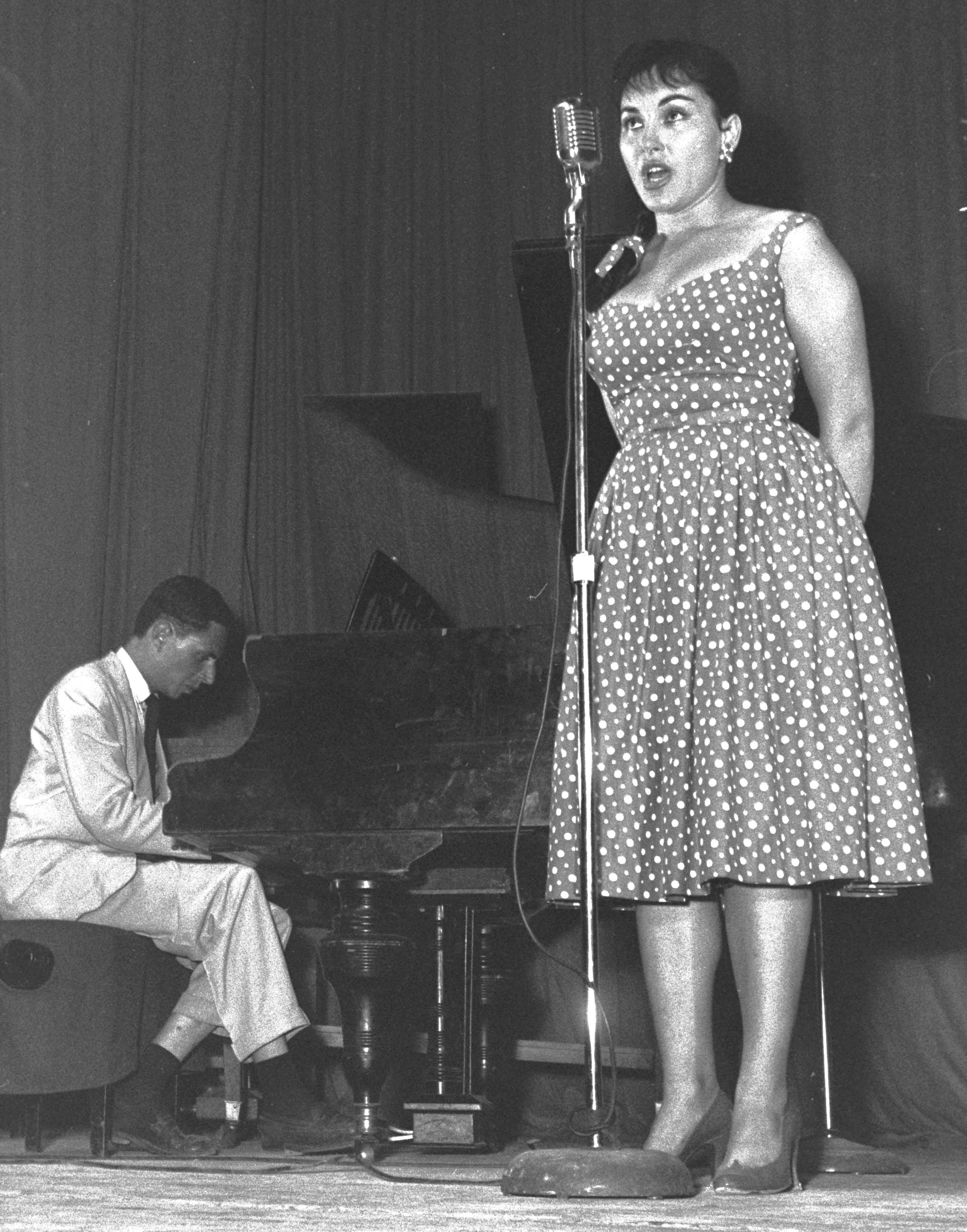
Rika Zaraï in 1958, acompaniată la pian de primul ei soț, Yohanan Zarai

Rika Zaraï a venit în Franța împreună cu soțul ei, Yohanan, cu  dorința de a se perfecționa în capitala Franței și de a apărea la sala „Olympia”. Bruno Coquatrix, directorul artistic de la L' Olympia i-a pus condiția să învețe franceza.
În cele din urmă, ea a rămas la Paris, în timp ce Yohanan Zaraï s-a întors temporar în Israel. (Mai târziu s-a stabilit în Germania de vest). La început ea a cântat vreme de doi ani și jumătate la cabaretele Le Caroll's și Villa d'Este. Eddie Barclay, care susținea ca tocmai căuta cântărețe „cu accent”, a încheiat cu ea un contract sub logo-ul „Bel Air”. Pentru acesta ea a înregistrat în franceză ,,L'Olivier"(,,Măslinul"), de Eddy Marnay (pe cuvinte proprii) și în ebraică, cântecul tradițional evreiesc Hava naghila (1960). Cântecele menționate au început să fie difuzate la radio. În anul 1961 Coquatrix și-a ținut cuvântul și a angajat-o pentru prima parte a spectacolului lui Jacques Brel 
Cu această ocazie, Zaraï l-a întâlnit pe Jean-Pierre Magnier, care era unul din colaboratorii muzicali ai lui Brel, și el i-a devenit producător, și apoi, al doilea soț, vreme de cincizeci de ani, până la decesul ei în 2020.
Din anul 1965 până în anii 1980 Zaraï a semnat un contract cu compania de discuri Philips.
A colaborat, între altele, cu Brel, cu Charles Aznavour, cu compozitorul israelian Nahum Heyman, care s-a aflat o vreme în Franța. În 1969 a reprezentat Franța la Concursul Grand Prix RTL International cu cântecul „21 rue des amours”. În același an s-a bucurat de un mare succes, cu versiunea franceză a șlagărului câștigător la Eurovision 1969, interpretat de solista spaniolă Salomé, precum și cu cântecul „Casatchok”, versiune franceză a ei pentru cântecul rus  „Katiușa” de Matvei Blanter și Mihail Isakovski.
Cu un cântec compus și scris de ea, Rika Zaraï a câștigat în anul 1970 premiul întâi la un festival de cântece din Brazilia. În ebraică ea a popularizat în Europa, între altele, și cântecul lui Naomi Shemer Yerushalaim shel zahav (Ierusalimul de aur, 1967), de asemenea hiturile israeliene de la Eurovision - ,,A-ba-ni-bi" și ,,Halleluya". Zaraï a mai cântat melodii compuse de ea, în spiritul Franței populare: ,,Balapapá", ,,Tante Agathe", ,,Sans chemise,sans pantalon" & cântece din repertoriul și folclorul internațional: ,,Elle était si jolie" (de Alain Barrière), ,,Alors je chante", ,,Le temps des fleurs" (adaptare după cântecul rusesc ,,Daroga dlinnaya") inclusiv cântece  în limba idiș.
În anul 1968 a fost și în România, ca vedetă oaspete la prima ediție a Festivalului Cerbul de Aur de la Brașov, în cadrul căruia a susținut un recital.
În anul 1969, Rika Zaraï a suferit un grav accident de circulație. A zăcut vreme de șase zile în comă, apoi a fost imobilizată în ghips vreme de opt luni, ceea ce i-a provocat la un moment dat o stare de depresie. În ciuda prognozei medicale rezervate, ea s-a vindecat complet după trei ani. Cântecul vesel de succes ,,Balapapá", a fost compus de ea în timpul acestei convalescențe. 
Deoarece s-a ajutat de metode de medicină alternativă, ea a devenit o propagatoare ferventă a uzului plantelor medicinale și a medicinii naturopatice, publicând în acest domeniu mai multe cărți best seller.
Prima din această serie a fost „Medicina mea naturală” (1985) sub redacția lui Dan Franck, care s-a vândut în două milioane și jumătate de exemplare. 
Au urmat alte șase cărți populare în același domeniu. Zaraï a înființat o întreprindere de plante medicinale cu sediul la Saint-Sylvain-d’Anjou, unde a avut circa 70 angajați temporar. Ea a funcționat până în 1991.
În paralel, Rika Zaraï a continuat cu succes și activitatea muzicală.

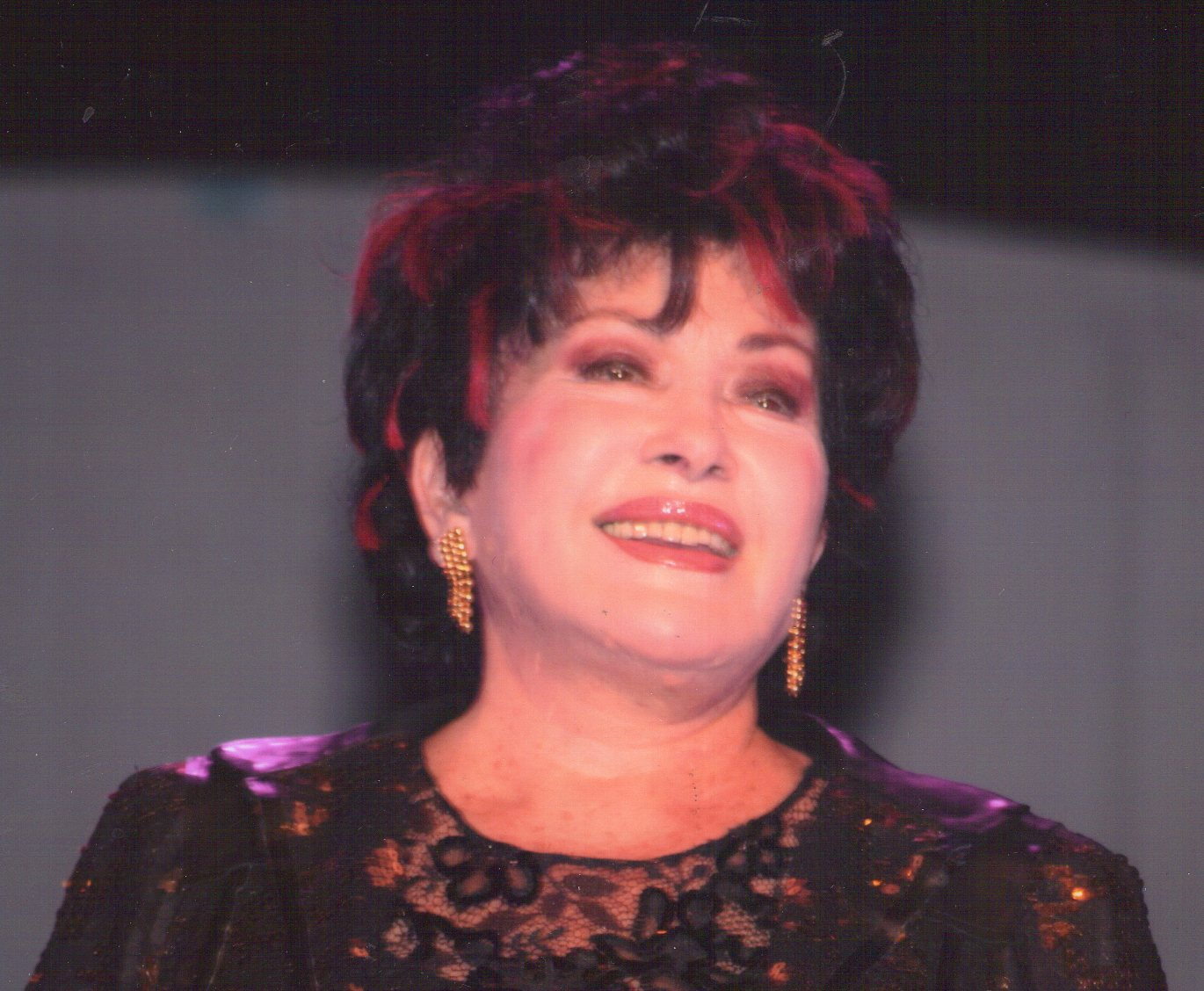
Fotografie din anul 2007

La începutul anului 2008 Rika Zaraï a fost internată la spitalul Salpetrière în urma unui accident vascular cerebral cu hemiplegie stângă, ceea ce a afectat serios vreme de ani de zile activitatea ei muzicală și după care a început la domiciliu un proces de recuperare. 
Ultima apariție în public a făcut-o  în cărucior de invalid, în februarie 2020, de „Ziua Depresiei” la Folies Bergère, când a interpretat cântecul Prague, a cărui melodie este o variație a cântecului ebraic al lui Yohanan Zaraï, Tzrif Yashan (Baracă veche)
Rika Zaraï a murit în decembrie 2020 la Paris, în arondismentul al XV-lea, la vârsta de 82 ani. A fost înmormântată la Oisy. A lăsat o fiică, Yael Zaraï-Bolender, decoratoare de interioare, care locuiește la Los Angeles, precum și doi nepoți și doi strănepoți gemeni.

## Cântece
- 1959 Hava nagila
- 1960 Dodi li
- 1961 Exodus
- 1967 Michaël
- 1967 Prague
- 1969 Alors je chante
- 1969 Cazatchok
- 1970 Balapapa
- 1970 Tumbalalaika
- 1971 Un mur á Jérusalem(ebraică) muzica:Nahum Heyman, textul:Dudu Barak
- 1973 C'est ça la France
- Le temps des fleurs
- Sans Chemise, Sans Pantalon

## Cărți
- Rika Zaraï à cœur ouvert, Rijois, 1978
- Ma médecine naturelle, Michel Lafon, 1985 (Medicina mea naturală)
- 47 recettes de plantes, Mangina, 1986
- Soins et beauté par l'argile et les plantes, Mangina, 1987
- Mes secrets naturels pour guérir et réussir, J-C Lattès, 1988
- La Beauté naturelle, Mangina, 1989
- Mes recettes saines et gourmandes, Taillandier, 1989
- Ces émotions qui guérissent, Michel Lafon, 1995
- Le Code secret de votre personnalité, Michel Lafon, 1996
- L'espérance a toujours raison (mémoires), Michel Lafon, 2006 - autobiografie